# Final Four Euroliga 2017
La Final Four fue la etapa culminante de la Euroliga 2016-17, y se celebró en mayo de 2017. Las semifinales se disputaron el 19 de mayo y el partido por el campeonato se disputó el 21 de mayo. Todos los partidos se jugaron en el Sinan Erdem Dome, en Estambul, Turquía.

## Sede
El 27 de septiembre de 2016, la Euroliga de Baloncesto anunció que la Final Four se celebraría en el Sinan Erdem Dome en Estambul. Tiene una capacidad de 22 500 personas para conciertos, para el deporte de baloncesto y tenis tiene capacidad para 16 647 personas, lo que lo convierte en el lugar polivalente más grande de Turquía y el tercero en Europa. El estadio lleva el nombre de Sinan Erdem (1927-2003), que era el presidente del comité olímpico turco.
| Estambul          | \| Estambul \| |
| Sinan Erdem Dome  | \| Estambul \| |
| Capacidad: 16 647 | \| Estambul \| |
|                   | \| Estambul \| |
| Estambul          |                |

## Cuadro
|  | Semifinales        | Semifinales        | Semifinales        |            |            | Final              | Final              | Final              |  |
|  | 19 de mayo de 2017 | 19 de mayo de 2017 | 19 de mayo de 2017 |            |            | 21 de mayo de 2017 | 21 de mayo de 2017 | 21 de mayo de 2017 |  |
|  |                    |                    |                    |            |            |                    |                    |                    |  |
|  |                    |                    |                    |            |            |                    |                    |                    |  |
|  | Fenerbahçe         | Fenerbahçe         | 84                 |            |            |                    |                    |                    |  |
|  | Fenerbahçe         | Fenerbahçe         | 84                 |            |            |                    |                    |                    |  |
|  | Real Madrid        | Real Madrid        | 75                 |            |            |                    |                    |                    |  |
|  | Real Madrid        | Real Madrid        | 75                 |            | Fenerbahçe | Fenerbahçe         | 80                 |                    |  |
|  |                    |                    |                    |            | Fenerbahçe | Fenerbahçe         | 80                 |                    |  |
|  |                    |                    | Olympiacos         | Olympiacos | 64         |                    |                    |                    |  |
|  | CSKA Moscú         | CSKA Moscú         | Olympiacos         | Olympiacos | 64         | 78                 |                    |                    |  |
|  | CSKA Moscú         | CSKA Moscú         |                    |            |            | 78                 |                    |                    |  |
|  | Olympiacos         | Olympiacos         | 82                 |            |            | Tercer lugar       | Tercer lugar       | Tercer lugar       |  |
|  | Olympiacos         | Olympiacos         | 82                 |            |            | Tercer lugar       | Tercer lugar       | Tercer lugar       |  |
|  |                    |                    |                    |            |            |                    |                    |                    |  |
|  |                    |                    |                    |            |            | Real Madrid        | Real Madrid        | 70                 |  |
|  |                    |                    |                    |            |            | Real Madrid        | Real Madrid        | 70                 |  |
|  |                    |                    |                    |            |            | CSKA Moscú         | CSKA Moscú         | 94                 |  |
|  |                    |                    |                    |            |            | CSKA Moscú         | CSKA Moscú         | 94                 |  |
|  |                    |                    |                    |            |            |                    |                    |                    |  |

## Resultados

### Semifinales
| 19 de mayo de 2017 17:30 (CET) | CSKA Moscú                                   | 78–82                | Olympiacos                                                                    | Estambul |  |
|                                | Parciales: 18–12, 22–21, 23–27, 14–22        |                      |                                                                               | |  |
|                                | Estadísticas Teodosic 23 Khryapa 8 de Colo 3 | Reporte Pts Reb Asts | Estadísticas 14 Printezis, Spanoulis, Papanikolaou 9 Papanikolaou 6 Spanoulis | Pabellón: Sinan Erdem Dome Asistencia: 13 697 espectadores Árbitros: Daniel Hierrezuelo Damir Javor Robert Lottermoser Televisión: Euroleague TV Movistar+ #0 |  |

| 19 de mayo de 2017 20:30 (CET) | Fenerbahçe                            | 84–75                | Real Madrid                            | Estambul |  |
|                                | Parciales: 21–13, 23–21, 19–16, 21–25 |                      |                                        | |  |
|                                | Estadísticas Udoh 18 Udoh 12 Udoh 8   | Reporte Pts Reb Asts | Estadísticas 28 Llull 7 Hunter 8 Llull | Pabellón: Sinan Erdem Dome Asistencia: 13 697 espectadores Árbitros: Luigi Lamonica Borys Ryzhyk Olegs Latisevs Televisión: Euroleague TV Movistar+ #0 |  |

### Tercer lugar
| 21 de mayo de 2017 17:30 (CET) | Real Madrid                                           | 70–94                | CSKA Moscú                               | Estambul |  |
|                                | Parciales: 10–23, 22–22, 24–24, 14–22                 |                      |                                          | |  |
|                                | Estadísticas Ayón, Maciulis 11 Gustavo Ayón 6 Llull 4 | Reporte Pts Reb Asts | Estadísticas 14 Hines 7 Hines 6 Teodosic | Pabellón: Sinan Erdem Dome Asistencia: 13 967 espectadores Árbitros: Damir Javor Milivoje Jovcic Fernando Rocha Televisión: Euroleague TV Movistar+ #0 |  |

### Final
| 21 de mayo de 2017 20:30 (CET) | Fenerbahçe                                                    | 80–64                | Olympiacos                                       | Estambul |  |
|                                | Parciales: 26–18, 13–16, 21–14, 20–16                         |                      |                                                  | |  |
|                                | Estadísticas Bogdanovic, Kalinic 17 Udoh 9 Sloukas, Kalinic 5 | Reporte Pts Reb Asts | Estadísticas 14 Birch 5 Papanikolaou 8 Spanoulis | Pabellón: Sinan Erdem Dome Árbitros: Daniel Hierrezuelo Borys Ryzhyk Olegs Latisevs Televisión: Euroleague TV Movistar+ #0 |  |

| Quinteto inicial: | Quinteto inicial: | Quinteto inicial: | P  | R | A |
| ----------------- | ----------------- | ----------------- | -- | - | - |
| B                 | 35                | Bobby Dixon       | 8  | 2 | 2 |
| E                 | 13                | Bogdan Bogdanović | 17 | 5 | 1 |
| A                 | 33                | Nikola Kalinić    | 17 | 5 | 5 |
| AP                | 24                | Jan Veselý        | 8  | 8 | 2 |
| P                 | 8                 | Ekpe Udoh         | 10 | 9 | 4 |
| Suplentes:        | Suplentes:        | Suplentes:        | P  | R | A |
| E                 | 10                | Melih Mahmutoğlu  | 0  | 0 | 0 |
| P                 | 12                | Pero Antić        | 4  | 1 | 1 |
| AP                | 15                | Anthony Bennett   | 0  | 0 | 0 |
| B                 | 16                | Kostas Sloukas    | 3  | 1 | 5 |
| A                 | 21                | James Nunnally    | 2  | 1 | 0 |
| P                 | 44                | Ahmet Düverioğlu  | 0  | 0 | 0 |
| A                 | 70                | Luigi Datome      | 11 | 6 | 0 |
| Entrenador:       |                   |                   |    |   |   |
| Željko Obradović  |                   |                   |    |   |   |

| Quinteto inicial:    | Quinteto inicial: | Quinteto inicial:    | P  | R | A |
| -------------------- | ----------------- | -------------------- | -- | - | - |
| B                    | 17                | Vangelis Mantzaris   | 9  | 1 | 3 |
| E                    | 7                 | Vassilis Spanoulis   | 9  | 2 | 8 |
| A                    | 16                | Kostas Papanikolaou  | 3  | 5 | 3 |
| AP                   | 15                | Georgios Printezis   | 7  | 1 | 1 |
| P                    | 2                 | Khem Birch           | 14 | 0 | 0 |
| Suplentes:           | Suplentes:        | Suplentes:           | P  | R | A |
| B                    | 1                 | Erick Green          | 7  | 4 | 0 |
| P                    | 4                 | Patric Young         | 0  | 0 | 0 |
| B                    | 5                 | Vassilis Toliopoulos | 3  | 0 | 0 |
| AP                   | 6                 | Ioannis Papapetrou   | 0  | 2 | 0 |
| B                    | 9                 | Dominic Waters       | 2  | 1 | 1 |
| P                    | 10                | Dimitrios Agravanis  | 0  | 3 | 1 |
| P                    | 11                | Nikola Milutinov     | 10 | 4 | 1 |
| Entrenador:          |                   |                      |    |   |   |
| Giannis Sfairopoulos |                   |                      |    |   |   |

| Quinteto inicial: | Quinteto inicial: | Quinteto inicial: | P  | R | A |
| ----------------- | ----------------- | ----------------- | -- | - | - |
| B                 | 35                | Bobby Dixon       | 8  | 2 | 2 |
| E                 | 13                | Bogdan Bogdanović | 17 | 5 | 1 |
| A                 | 33                | Nikola Kalinić    | 17 | 5 | 5 |
| AP                | 24                | Jan Veselý        | 8  | 8 | 2 |
| P                 | 8                 | Ekpe Udoh         | 10 | 9 | 4 |
| Suplentes:        | Suplentes:        | Suplentes:        | P  | R | A |
| E                 | 10                | Melih Mahmutoğlu  | 0  | 0 | 0 |
| P                 | 12                | Pero Antić        | 4  | 1 | 1 |
| AP                | 15                | Anthony Bennett   | 0  | 0 | 0 |
| B                 | 16                | Kostas Sloukas    | 3  | 1 | 5 |
| A                 | 21                | James Nunnally    | 2  | 1 | 0 |
| P                 | 44                | Ahmet Düverioğlu  | 0  | 0 | 0 |
| A                 | 70                | Luigi Datome      | 11 | 6 | 0 |
| Entrenador:       |                   |                   |    |   |   |
| Željko Obradović  |                   |                   |    |   |   |

| Quinteto inicial:    | Quinteto inicial: | Quinteto inicial:    | P  | R | A |
| -------------------- | ----------------- | -------------------- | -- | - | - |
| B                    | 17                | Vangelis Mantzaris   | 9  | 1 | 3 |
| E                    | 7                 | Vassilis Spanoulis   | 9  | 2 | 8 |
| A                    | 16                | Kostas Papanikolaou  | 3  | 5 | 3 |
| AP                   | 15                | Georgios Printezis   | 7  | 1 | 1 |
| P                    | 2                 | Khem Birch           | 14 | 0 | 0 |
| Suplentes:           | Suplentes:        | Suplentes:           | P  | R | A |
| B                    | 1                 | Erick Green          | 7  | 4 | 0 |
| P                    | 4                 | Patric Young         | 0  | 0 | 0 |
| B                    | 5                 | Vassilis Toliopoulos | 3  | 0 | 0 |
| AP                   | 6                 | Ioannis Papapetrou   | 0  | 2 | 0 |
| B                    | 9                 | Dominic Waters       | 2  | 1 | 1 |
| P                    | 10                | Dimitrios Agravanis  | 0  | 3 | 1 |
| P                    | 11                | Nikola Milutinov     | 10 | 4 | 1 |
| Entrenador:          |                   |                      |    |   |   |
| Giannis Sfairopoulos |                   |                      |    |   |   |

| Campeones de la Euroleague 2016-17 |
| ---------------------------------- |
| Fenerbahçe Primer título           |